# Lino Banfi
Lino Banfi, pseudonimo di Pasquale Zagaria (Andria, 9 luglio 1936), è un attore, comico, sceneggiatore e cabarettista italiano.
Durante la sua lunga carriera ha recitato in ruoli sia comici sia drammatici, lavorando con alcuni registi particolarmente rilevanti quali Luciano Salce, Nanni Loy, Steno, Dino Risi e Lucio Fulci.
Insieme a Paolo Villaggio, Lando Buzzanca, Mario Carotenuto, Alvaro Vitali, Johnny Dorelli e Renzo Montagnani, è ritenuto uno degli attori più rappresentativi della commedia sexy italiana degli anni settanta e ottanta. Oltre ad avere ottenuto la popolarità con pellicole cinematografiche che lo hanno visto protagonista o co-protagonista, Banfi si è contraddistinto come cabarettista negli spettacoli televisivi di intrattenimento. Dalla seconda metà degli anni novanta, ha cambiato radicalmente registro artistico, dedicandosi quasi interamente alla recitazione nelle fiction televisive.

## Biografia

### Gli inizi

Lino Banfi nella sua prima apparizione televisiva: Biblioteca di Studio Uno (1964) con Memmo Carotenuto

Pasquale Zagaria nasce ad Andria il 9 luglio 1936, ma viene iscritto all'anagrafe soltanto l'11 luglio, da Riccardo Zagaria (Andria, 1° aprile 1894) e Nunzia Colia; quando aveva tre anni la famiglia si trasferisce nella vicina Canosa di Puglia, dove vive fino alla maggior età. La sua famiglia, profondamente cattolica, lo spinge a provare l'esperienza del seminario, ma lui si sente portato per fare spettacolo ed esordisce come cantante nelle feste musicali di paese. Fu proprio il vescovo Giuseppe Di Donna a suggerirgli di intraprendere la carriera di attore comico, in quanto durante le recite parrocchiali in cui interpretava Giuda, San Giovanni e San Pietro, ridevano tutti.
Intuì presto che il suo destino era quello di intraprendere la carriera artistica, contro il volere dei genitori, i quali ritenevano che questo non fosse un vero e proprio lavoro. Gli inizi furono molto difficili, tanto che Banfi attraversò periodi di seria difficoltà economica, finendo anche in preda agli strozzini. Il 24 dicembre 1954 fu soccorso da un posteggiatore abusivo napoletano di nome Ciro che lo portò a casa sua per sfamarlo, pagandogli anche un biglietto per Milano, dove a causa delle ristrettezze economiche fu costretto a dormire in edifici in costruzione, o nelle stazioni dei treni. Nel 1955 arrivò addirittura a fingersi malato per essere operato alle tonsille, solo per poter dormire al caldo all'interno dell'ospedale.
Sempre nel 1954, tenta l'avventura nel teatro di varietà di Milano dopo essere entrato nella compagnia di Arturo Vetrani, inizia la sua carriera portando in scena elementi tipici del suo paese con detti e modi di dire, cosa che continuerà a fare anche in seguito, incentrando la sua comicità sul suo dialetto e sulla parlata buffa e originale.
Inizialmente scelse come pseudonimo Lino Zaga; fu spinto poi a modificarlo da Totò che, a suo giudizio, riteneva che nel mondo dello spettacolo portasse fortuna accorciare i nomi, ma portasse invece sfortuna accorciare i cognomi. Fu il suo impresario, insegnante elementare e marito di Maresa Horn, a scegliergli il cognome, prendendo il primo nominativo dal registro di classe dei suoi alunni, ovvero Aureliano Banfi.

### Anni sessanta e settanta

Lino Banfi nel film Zum Zum Zum - La canzone che mi passa per la testa (1968)

Successivamente si trasferì a Roma dove esordì in televisione nel programma di Antonello Falqui del 1964, Biblioteca di Studio Uno, dove interpretò la parte di un valletto recitando alcune battute con l'accento pugliese. Negli anni seguenti partecipò in televisione al programma Speciale per voi su Rai 2 nel 1969 di Renzo Arbore e nel 1972 con il Cabaret Sancarlino insieme con Carletto Sposito ed Anna Mazzamauro, continuando poi con Enrico Montesano e Lando Fiorini.
Il suo esordio nel cinema risale al 1960 col film Urlatori alla sbarra, in cui fece una breve apparizione. Dal 1964 recita piccole parti nei film di Franco e Ciccio come I due evasi di Sing Sing, 002 Operazione Luna, Due marines e un generale, I due pompieri, Riuscirà l'avvocato Franco Benenato a sconfiggere il suo acerrimo nemico il pretore Ciccio De Ingras?, o nei film di Alighiero Noschese ed Enrico Montesano, come Il furto è l'anima del commercio!?..., Io non spezzo... rompo e Boccaccio. Nel 1969 ha un ruolo (rappresentante farmaceutico) nel film Il prof. dott. Guido Tersilli primario della clinica Villa Celeste convenzionata con le mutue. Nel 1973 esordisce come protagonista nel film Il brigadiere Pasquale Zagaria ama la mamma e la polizia.
Prende parte ad altri film con Ciccio Ingrassia, come L'esorciccio (1975), oggi considerato un cult e, sempre nel 1975 gira il film Colpo in canna, con Ursula Andress. Nello stesso anno lavora anche per la televisione nella trasmissione Senza rete, con Alberto Lupo. Fu quindi protagonista di molti varietà, tra i quali Arrivano i mostri del 1977.
Fra gli anni settanta e ottanta divenne una delle icone della commedia sexy all'italiana, trovandosi spesso a recitare al fianco di altri esponenti del genere come Renzo Montagnani, Alvaro Vitali, Mario Carotenuto, Gianfranco D'Angelo, Edwige Fenech, Gloria Guida, Laura Antonelli, Jimmy il Fenomeno e Nadia Cassini in pellicole quali La liceale nella classe dei ripetenti, La liceale seduce i professori, La soldatessa alle grandi manovre, L'onorevole con l'amante sotto il letto, La moglie in bianco... l'amante al pepe, L'infermiera di notte, L'insegnante va in collegio, L'insegnante viene a casa, L'insegnante balla... con tutta la classe e molte altre.

### Anni ottanta

Lino Banfi in una scena del film Occhio, malocchio, prezzemolo e finocchio (1983)

In questo periodo prende parte a molti film come La moglie in vacanza... l'amante in città (1980), Cornetti alla crema (1981), Vieni avanti cretino (1982) - dove produce scenette tipiche dell'avanspettacolo come la famosa canzone Filomeña o la scena degli schiaffi col prete pugliese davanti al Colosseo, con sottotitoli in arabo - , Occhio, malocchio, prezzemolo e finocchio (1983), L'allenatore nel pallone (1984) - dove interpreta uno dei suoi personaggi più famosi, l'allenatore calcistico Oronzo Canà - e Il commissario Lo Gatto (1986) di Dino Risi in cui è autore del testo della canzone leit-motive del film "Carnaval", su musica di Mimmo di Francia col quale ha scritto altre due canzoni : "Nella soffitta" e "Piano bar". Nel 1985 è uno dei protagonisti del film I pompieri, insieme a Paolo Villaggio e Massimo Boldi e nel 1986 recita nuovamente con loro in Scuola di ladri e in Grandi magazzini; l'anno dopo recita nel sequel Missione eroica - I pompieri 2, in Bellifreschi e Com'è dura l'avventura. In questo periodo riscuote un successo enorme, tanto da rifiutare il film di Pupi Avati Regalo di Natale, pur stimando molto Avati, ma, come dichiara al Corriere della Sera, si è pentito pur provando gioia per il successo avuto da Diego Abatantuono che lo ha sostituito.
Dopo una breve parentesi a Canale 5, in cui nel 1984 e nel 1985 conduce e partecipa a Risatissima e alla 500ª puntata de Il pranzo è servito, in Rai gli venne affidata la conduzione di Domenica in (1987-1988) e Stasera Lino (1989).
Nel 1989 gira la serie televisiva intitolata Il vigile urbano.

### Anni novanta
Nel 1990, in occasione del 40º Festival di Sanremo, è protagonista assieme a Renzo Arbore e Michele Mirabella de Il caso Sanremo. Nel 1991 torna a Canale 5 dove conduce lo special di San Valentino Una sera c'incontrammo con la partecipazione di Rosanna Banfi e Corrado Tedeschi, e il gioco-spettacolo del venerdì sera Il gioco dei giochi: nello stesso anno partecipa allo Zecchino d'Oro scrivendo il testo di Bambinissimi papà. Nel 1992 recita nella serie televisiva Un inviato molto speciale. Poi segue una breve parentesi teatrale recitando nel Vespro della Beata Vergine (1995). Nel 1996 conduce lo show Gran Casinò, poi sospeso per i bassi indici di ascolto. Nel 1997 interpreta il suo primo ruolo drammatico da protagonista nel film per la televisione Nuda proprietà vendesi. Dal 1998 entra nel cast della fiction Un medico in famiglia, in cui interpreta il ruolo di Libero Martini, un personaggio completamente diverso da quelli interpretati negli anni settanta e ottanta; questa serie ottenne ottimi ascolti sin dalla prima stagione, arrivando a superare i 10.000.000 di telespettatori e, delle dieci stagioni realizzate, non ha preso parte solo alla settima del 2011, e ha doppiato il suo personaggio nella serie animata omonima.

### Anni duemila

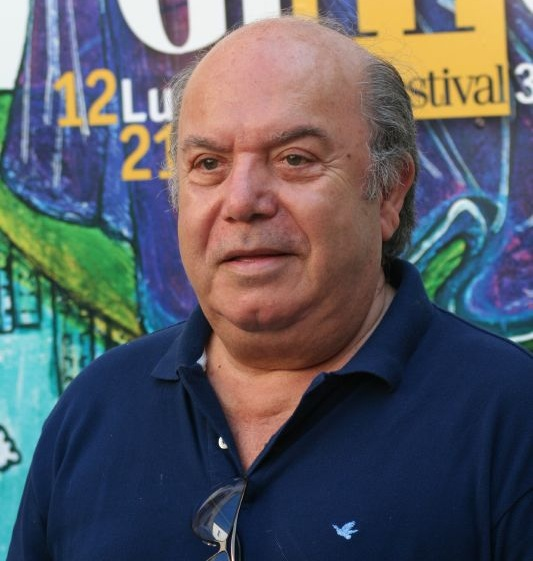
Banfi nel 2007

Nel 2000 interpreta il suo secondo ruolo drammatico nel film per la televisione Vola Sciusciù. Inoltre Banfi nel 2001 viene nominato ambasciatore dell'UNICEF e nello stesso periodo prende parte a numerose fiction, tra le quali Un difetto di famiglia e Un posto tranquillo (2003). Nel 2003 ha ricevuto il Telegatto alla carriera, e l'anno successivo ha girato per la Rai la fiction Raccontami una storia.
Nel 2005 ha interpretato il ruolo di Babbo Natale nella fiction per Canale 5 Il mio amico Babbo Natale; l'anno dopo prese parte al seguito, anch'esso trasmesso sulla rete ammiraglia di Mediaset.
Nel 2006 la Rai aveva prodotto il film Il padre delle spose, che però a causa del tema dell'amore omosessuale aveva scatenato polemiche da parte di alcune associazioni e giornali. La Rai decise ugualmente di trasmettere il film, e Banfi difese pubblicamente tale scelta. Banfi è stato ospite, nelle vesti del personaggio di Oronzo Canà, del programma televisivo di Italia 1 Guida al campionato condotto da Mino Taveri per tutto il mese di dicembre 2007 al fine di promuovere il sequel de L'allenatore nel pallone. A gennaio 2008, dopo una lontananza dal cinema di venti anni, riprende i panni di Oronzo Canà nel sequel L'allenatore nel pallone 2 e poi nel film Un'estate al mare, uscito nel 2009. Ha interpretato il film Indovina chi sposa mia figlia!, nel quale ha recitato in tedesco, leggendo i copioni per la sua non conoscenza della lingua. Nel 2009 ha interpretato Antonio nella miniserie televisiva Scusate il disturbo.

### Anni 2010
Nel 2010 è protagonista della miniserie Tutti i padri di Maria.  Nel 2011 ritorna a lavorare per Mediaset, vestendo nuovamente i panni del commissario nella miniserie di Canale 5 Il commissario Zagaria. Il 30 marzo 2012 è uscito nelle sale cinematografiche Buona giornata, per la regia di Carlo Vanzina, in cui Banfi interpreta il senatore Leonardo Lo Bianco. Il cast comprende anche Diego Abatantuono, Teresa Mannino, Maurizio Mattioli, Vincenzo Salemme e Christian De Sica. Nel 2016 torna al cinema interpretando il senatore Nicola Binetto nel film Quo vado?, diretto da Gennaro Nunziante e interpretato da Checco Zalone. Nel 2018 viene presentata Bontà Banfi una linea di prodotti tipici pugliesi da lui selezionati e con la sua immagine a Cibus
Il 22 gennaio 2019 il vice premier Luigi Di Maio lo nomina membro della commissione italiana all'UNESCO, in sostituzione di Folco Quilici.

### Anni 2020
Tra aprile e giugno 2021 cura la rubrica Lino Nazionale nel programma Rai Oggi è un altro giorno. Nella stessa estate torna alla ribalta supportando con i suoi slogan la Nazionale italiana di calcio in vista dell’Europeo, partecipando a diverse trasmissioni Rai come l’ultima, Notte Azzurra - La vittoria, incentrata appunto sul trionfo degli azzurri, e prendendo parte allo spot di TIMvision nelle vesti del celebre Oronzo Canà.
Nel 2022 partecipa alla terza edizione del Cantante mascherato insieme alla figlia Rosanna con la maschera del Pulcino, arrivando secondo.
Presta la sua voce nel cortometraggio Agli eroi del nostro tempo prodotto dal Dott. Fausto D'Agostino per l'Associazione Centro Formazione Medica che celebra gli operatori sanitari impegnati nella lotta alla pandemia da Covid-19.
Dal 21 ottobre al 4 novembre 2023 è stato concorrente della 18ª edizione di Ballando con le stelle, in coppia con Alessandra Tripoli, ritirandosi alla terza puntata.
Il 14 luglio 2024, in occasione del suo compleanno, la città di Canosa di Puglia gli dedica il foyer del Teatro Lembo.
L'anno seguente è protagonista del videoclip di Lo ricordo io per te, singolo di Michele Bravi.

## Vita privata

Lino Banfi con la figlia Rosanna a Canosa di Puglia nel 2011

Il 1º marzo 1962, dopo 10 anni di fidanzamento, si è sposato con Lucia Lagrasta (1938-2023), dalla quale ha avuto due figli, Rosanna, anche lei attrice, e Walter (1968), regista e produttore cinematografico.
Lino Banfi ha due nipoti, entrambi figli di Rosanna, Virginia (1993) e Pietro (1998); il 13 dicembre 2024 diventa bisnonno di Matilde Lucia, figlia della nipote Virginia. Gestisce insieme ai figli un ristorante, "Orecchietteria Banfi", nelle vicinanze di piazza Cavour, nel quartiere Prati, a Roma.
È tifoso della Roma.
Dal punto di vista politico si è sempre dichiarato di destra; nel 2019, in un'intervista a Il Fatto Quotidiano, ha rivelato di essere stato un elettore del Movimento Sociale Italiano nonché grande estimatore di Giorgio Almirante e in più di un'occasione ha dichiarato di essere stato per tanti anni molto amico di Silvio Berlusconi.

## Filmografia

### Cinema

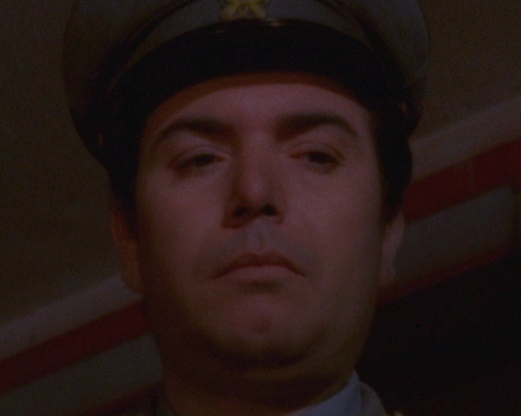
Lino Banfi nel film Mezzanotte d'amore (1970) di Ettore Maria Fizzarotti

Alvaro Vitali, Lino Banfi e Janet Agren ne L'onorevole con l'amante sotto il letto (1981) di Mariano Laurenti

Lino Banfi e Alida Chelli nel film Spaghetti a mezzanotte (1981) di Sergio Martino

- Urlatori alla sbarra, regia di Lucio Fulci (1960)
- I due evasi di Sing Sing, regia di Lucio Fulci (1964)
- Sedotti e bidonati, regia di Giorgio Bianchi (1964)
- Angelica alla corte del re, regia di Bernard Borderie (1965)
- Come inguaiammo l'esercito, regia di Lucio Fulci (1965)
- Due mafiosi contro Goldginger, regia di Giorgio Simonelli (1965)
- I due parà, regia di Lucio Fulci (1965)
- Con rispetto parlando, regia di Marcello Ciorciolini (1965) – non accreditato
- 00-2 Operazione Luna, regia di Lucio Fulci (1965)
- Due marines e un generale, regia di Luigi Scattini (1965)
- Adulterio all'italiana, regia di Pasquale Festa Campanile (1966)
- A suon di lupara, regia di Luigi Petrini (1967)
- Zum Zum Zum - La canzone che mi passa per la testa, regia di Bruno Corbucci (1968)
- Don Chisciotte e Sancio Panza, regia di Giovanni Grimaldi (1968)
- Ciccio perdona... Io no!, regia di Marcello Ciorciolini (1968) – non accreditato
- La pecora nera, regia di Luciano Salce (1968)
- I 2 pompieri, regia di Bruno Corbucci (1968)
- I nipoti di Zorro, regia di Marcello Ciorciolini (1968)
- I 2 deputati, regia di Giovanni Grimaldi (1968)
- Indovina chi viene a merenda?, regia di Marcello Ciorciolini (1969)
- Gli infermieri della mutua, regia di Giuseppe Orlandini (1969)
- Certo, certissimo, anzi... probabile, regia di Marcello Fondato (1969)
- Zum Zum Zum nº 2, regia di Bruno Corbucci (1969)
- Oh dolci baci e languide carezze, regia di Mino Guerrini (1969)
- Lisa dagli occhi blu, regia di Bruno Corbucci (1969)
- Il prof. dott. Guido Tersilli primario della clinica Villa Celeste convenzionata con le mutue, regia di Luciano Salce (1969)
- Io non scappo... fuggo, regia di Franco Prosperi (1970)
- Mezzanotte d'amore, regia di Ettore Maria Fizzarotti (1970)
- Nel giorno del Signore, regia di Bruno Corbucci (1970)
- Franco e Ciccio sul sentiero di guerra, regia di Aldo Grimaldi (1970)
- Don Franco e Don Ciccio nell'anno della contestazione, regia di Marino Girolami (1970)
- Quelli belli... siamo noi, regia di Giorgio Mariuzzo (1970)
- Ninì Tirabusciò, la donna che inventò la mossa, regia di Marcello Fondato (1970)
- Amore Formula 2, regia di Mario Amendola (1970)
- Io non spezzo... rompo, regia di Bruno Corbucci (1971)
- Il clan dei due Borsalini, regia di Giuseppe Orlandini (1971)
- Mazzabubù... Quante corna stanno quaggiù?, regia di Mariano Laurenti (1971)
- ...Scusi, ma lei le paga le tasse?, regia di Mino Guerrini (1971)
- Il furto è l'anima del commercio!?..., regia di Bruno Corbucci (1971)
- Venga a fare il soldato da noi, regia di Ettore Maria Fizzarotti (1971)
- Riuscirà l'avvocato Franco Benenato a sconfiggere il suo acerrimo nemico il pretore Ciccio De Ingras?, regia di Mino Guerrini (1971)
- Detenuto in attesa di giudizio, regia di Nanni Loy (1971)
- Causa di divorzio, regia di Marcello Fondato (1972)
- Continuavano a chiamarli i due piloti più matti del mondo, regia di Mariano Laurenti (1972)
- Boccaccio, regia di Bruno Corbucci (1972)
- Il terrore con gli occhi storti, regia di Steno (1972)
- Il prode Anselmo e il suo scudiero, regia di Bruno Corbucci (1972)
- L'altra faccia del padrino, regia di Franco Prosperi (1973)
- Il brigadiere Pasquale Zagaria ama la mamma e la polizia, regia di Luca Davan (1973)
- Peccato veniale, regia di Salvatore Samperi (1974)
- 4 marmittoni alle grandi manovre, regia di Franco Martinelli (1974)
- Sesso in testa, regia di Sergio Ammirata (1974)
- Il trafficone, regia di Bruno Corbucci (1974)
- Colpo in canna, regia di Fernando Di Leo (1974)
- L'esorciccio, regia di Ciccio Ingrassia (1975)
- Stangata in famiglia, regia di Franco Nucci (1976)
- L'affittacamere, regia di Mariano Laurenti (1976)
- Il superiore, episodio di Basta che non si sappia in giro, regia di Luigi Magni (1976)
- Amici più di prima, regia di Marino Girolami, Giovanni Grimaldi e Giorgio Simonelli (1976)
- Orazi e Curiazi 3 - 2, regia di Giorgio Mariuzzo (1977)
- Kakkientruppen, regia di Marino Girolami (1977)
- La compagna di banco, regia di Mariano Laurenti (1977)
- L'insegnante va in collegio, regia di Mariano Laurenti (1978)
- La liceale nella classe dei ripetenti, regia di Mariano Laurenti (1978)
- La soldatessa alle grandi manovre, regia di Nando Cicero (1978)
- L'insegnante viene a casa, regia di Michele Massimo Tarantini (1978)
- L'infermiera di notte, regia di Mariano Laurenti (1979)
- Tutti a squola, regia di Pier Francesco Pingitore (1979)
- L'insegnante balla... con tutta la classe, regia di Giuliano Carnimeo (1979)
- La liceale seduce i professori, regia di Mariano Laurenti (1979)
- La poliziotta della squadra del buon costume, regia di Michele Massimo Tarantini (1979)
- Sabato, episodio di Sabato, domenica e venerdì, regia di Sergio Martino (1979)
- L'infermiera nella corsia dei militari, regia di Mariano Laurenti (1979)
- Povero diavolo, episodio di La liceale, il diavolo e l'acquasanta, regia di Nando Cicero (1979)
- L'insegnante al mare con tutta la classe, regia di Michele Massimo Tarantini (1980)
- La ripetente fa l'occhietto al preside, regia di Mariano Laurenti (1980)
- La moglie in vacanza... l'amante in città, regia di Sergio Martino (1980)
- Primo episodio di Zucchero, miele e peperoncino, regia di Sergio Martino (1980)
- La dottoressa ci sta col colonnello, regia di Michele Massimo Tarantini (1980)
- La moglie in bianco... l'amante al pepe, regia di Michele Massimo Tarantini (1981)
- Spaghetti a mezzanotte, regia di Sergio Martino (1981)
- L'onorevole con l'amante sotto il letto, regia di Mariano Laurenti (1981)
- Cornetti alla crema, regia di Sergio Martino (1981)
- Fracchia la belva umana, regia di Neri Parenti (1981)
- Secondo episodio di Ricchi, ricchissimi... praticamente in mutande, regia di Sergio Martino (1982)
- Vieni avanti cretino, regia di Luciano Salce (1982)
- Dio li fa poi li accoppia, regia di Steno (1982)
- Vai avanti tu che mi vien da ridere, regia di Giorgio Capitani (1982)
- Pappa e ciccia, regia di Neri Parenti (1983)
- Al bar dello sport, regia di Francesco Massaro (1983)
- Il pelo della disgrazia, episodio di Occhio, malocchio, prezzemolo e finocchio, regia di Sergio Martino (1983)
- L'allenatore nel pallone, regia di Sergio Martino (1984)
- I pompieri, regia di Neri Parenti (1985)
- Scuola di ladri, regia di Neri Parenti (1986)
- Grandi magazzini, regia di Castellano e Pipolo (1986)
- Il commissario Lo Gatto, regia di Dino Risi (1986)
- Missione eroica - I pompieri 2, regia di Giorgio Capitani (1987)
- Secondo episodio di Roba da ricchi, regia di Sergio Corbucci (1987)
- Bellifreschi, regia di Enrico Oldoini (1987)
- Com'è dura l'avventura, regia di Flavio Mogherini (1987)
- Joe e suo nonno, regia di Giacomo De Simone (1992)
- Come inguaiammo il cinema italiano - La vera storia di Franco e Ciccio, regia di Ciprì e Maresco (2004)
- L'allenatore nel pallone 2, regia di Sergio Martino (2008)
- Un'estate al mare, regia di Carlo Vanzina (2008)
- Focaccia blues, regia di Nico Cirasola (2009)
- Indovina chi sposa mia figlia! (Maria, ihm schmeckt's nicht!), regia di Neele Vollmar (2009)
- Buona giornata, regia di Carlo Vanzina (2012)
- Le frise ignoranti, regia di Antonello De Leo (2015)
- Quo vado?, regia di Gennaro Nunziante (2016)
- La voce di Fantozzi, regia di Mario Sesti (2017)
- Vecchie canaglie, regia di Chiara Sani (2022)
- Viaggio a sorpresa (Surprise Trip), regia di Roberto Baeli (2022)
- Oi vita mia, regia di Pio e Amedeo (2025)
- Il bar del cult, regia di Mirko Zullo – docufilm (2025)

### Televisione
- Biblioteca di Studio Uno – serie TV (1964)
- Il giornalino di Gian Burrasca, regia di Lina Wertmüller – miniserie TV (1964)
- Il triangolo rosso – serie TV (1969)
- Arrivano i mostri – miniserie TV (1977)
- Il superspia – miniserie TV (1977)
- Il vigile urbano – serie TV (1989-1990)
- Un inviato molto speciale – serie TV (1992)
- Nuda proprietà vendesi, regia di Enrico Oldoini – film TV (1998)
- Un medico in famiglia – serie TV (1998-2009, 2013-2016)
- Vola Sciusciù, regia di Joseph Sargent – film TV (2000)
- Piovuto dal cielo, regia di José María Sánchez – miniserie TV (2000)
- Angelo il custode – serie TV (2001)
- Un difetto di famiglia, regia di Alberto Simone – film TV (2002)
- Il destino ha quattro zampe, regia di Tiziana Aristarco – film TV (2002)
- Un posto tranquillo – serie TV (2003)
- Raccontami una storia, regia di Riccardo Donna – miniserie TV (2004)
- Un posto tranquillo 2 – serie TV (2005)
- Il mio amico Babbo Natale, regia di Franco Amurri – film TV (2005)
- Il padre delle spose, regia di Lodovico Gasparini – film TV (2006)
- Il mio amico Babbo Natale 2, regia di Lucio Gaudino – film TV (2006)
- Scusate il disturbo, regia di Luca Manfredi – miniserie TV (2009)
- Tutti i padri di Maria, regia di Luca Manfredi – miniserie TV (2010)
- Il commissario Zagaria, regia di Antonello Grimaldi – miniserie TV (2011)

### Cortometraggi
- Lo ricordo io per te, regia di Michele Bravi (2025)

### Sceneggiatore
- Vieni avanti cretino (1982)
- L'allenatore nel pallone (1984)
- Un inviato molto speciale (1992)
- Vola Sciusciù (2000)
- Il padre delle spose (2006)
- L'allenatore nel pallone 2 (2008)
- Il commissario Zagaria (2011)

## Programmi televisivi

Da sinistra: Banfi, Celeste Johnson e Lino Toffolo in Risatissima (1985)

- Speciale per voi (Secondo Programma, 8 aprile 1969)
- Finalmente domenica (Secondo Programma, 1972)
- Creola (Secondo Programma, 1973)
- Senza rete (Programma Nazionale, 1975)
- Dal primo momento che ti ho visto (Rete 1, 1976)
- Arrivano i mostri (Rete 1, 1977)
- Patatrac (Rete 2, 1982)
- Se Parigi... (Rete 2, 1982)
- Risatissima (Canale 5, 1984-1985)
- Domenica in (Rai 1, 1987-1988)
- Saint Vincent Estate (Rai 1, 1988)
- Mostra Internazionale di Musica Leggera (Rai 1, 1988, 1993)
- Stasera Lino (Rai 1, 1989)
- Il caso Sanremo (Rai 1, 1990)
- Una sera c'incontrammo (Canale 5, 1991)
- Il gioco dei giochi (Canale 5, 1991)
- Un'estate italiana (Rai 1, 1991)
- La notte non passa mai (Rai 2, 1992)
- FestivalBau (Rai 1, 1995)
- Gran Casinò (Rai 1, 1996-1997)
- Buona Domenica (Canale 5, 1996-1997)
- Stelle di Natale (Rai 1, 1996)
- Simpaticissima (Rete 4, 1997)
- La sera dei miracoli (Rai 1, 1999)
- Guida al campionato (Italia 1, 2007-2008)[26]
- Oggi è un altro giorno (Rai 1, 2021)[27]
- Affari tuoi - Formato famiglia (Rai 1, 2022)
- Il cantante mascherato (Rai 1, 2022) – concorrente
- Ballando con le stelle (Rai 1, 2023) – concorrente
- Zecchino d'oro (Rai 1, 2023-2024) – giurato

## Pubblicità
- Carosello - Cera Grey[28] (1969) – con Franco e Ciccio
- Standa (1991-1992)
- Unicef (2007)
- Amplifon (2012)
- Energas (2016)
- Papillon (2016)
- Kena Mobile (2018) - con Fedez
- Regione Puglia - Campagna per le vaccinazioni antinfluenzali (2019)
- Todis (2020-2022)
- Tim Vision (2021)
- Polizia di Stato - Campagna contro le truffe agli anziani (2022)
- Emergency (2022)
- Lease Plan (2023)
- Old Wild West (2023-2024)
- Carabinieri - Campagna contro le truffe agli anziani (2024)[29]
- Starcasinó - Campagna per il gioco responsabile (2025)

## Programmi radiofonici
- Viva la Radio! (Radio Due, 1996)[30]

## Discografia

### Album
- 1989 – La storia dell'orso - Audioracconto (Fonit Cetra, ZL 74032)
- 1990 – Sanremix (con Renzo Arbore, Fonit Cetra)
- 2005 – Sotto l'ombrellone (con Amedeo Minghi, Delta Dischi, 032745 720884)

### Singoli
- 1974 – Meno mele/Mela tengo (Ri-Fi, RFN-NP-16591) scritte insieme al cantautore Franco Simone.
- 1975 – L'esorciccio/Sciamuninn rock (Ri-Fi, RFN-NP-16610) Lato A interpretato da Ciccio Ingrassia
- 1977 – Tettation/Imprecation (Ariston Records, AR-00794)
- 1982 – Vieni avanti cretino/Vieni avanti cretino (strumentale) (Cinevox, MDF-139)
- 1984 – Spaghetti aerobic dance/My cats (La gatta) (Five Record, FM 13055)
- 1986 – Grandi Magazzini/Heppinesse (RCA, BB 41011)
- 1999 – Ninna nanna nonno/Ciao ragazzi (Edizioni BMG Ricordi S.p.A., 743217321321 CD Single)

### Partecipazioni
- 1978 – Secondo alcune fonti, sarebbe di Banfi la voce che ripete il tormentone "nuntereggae più" nell'omonima canzone di Rino Gaetano.[31]
- 2004 – Ecceziunale Compilation (Universal Music, CD) con il brano Sciamunin Rock
- 2008 – 40 anni di me con voi (Halidon) con il brano La marcia di Oronzo
- 2014 – Speciale (per noi che eravamo) ragazzi (Siglandia – SGL 3CD 0001) con il brano Il vigile urbano

## Opere letterarie
- L'invertito di provincia, Roma, Edizioni Sedi, 1978, ISBN non esistente.
- Alla grande!, Milano, Sugarco Edizioni, 1991, ISBN 88-7198-081-6.
- Una parola è troppa... Nonno Libero racconta, Roma, Gremese, 2003, ISBN 88-8440-283-2.
- C'era una volta Nonno Libero, Roma, Gremese, 2004, ISBN 88-8440-323-5.
- Ti racconto una storia... Ricordi di vita e di scena, Segrate, Rizzoli, 2006, ISBN 88-17-01381-1.
- Il chèlcio secondo Oronzo Canà, Segrate, Mondadori, 2009, ISBN 978-88-04-59260-0.
- Hottanta voglia di raccontarvi... ...la mia vita e altre stronzéte, Firenze, Mondadori Electa, 2016, ISBN 978-88-918-0727-4.
- Lino Banfi, Siamo tutti allenatori nel pallone, a cura di Marco Ercole, prefazione di Picchio De Sisti, Roma, Bibliotheka Edizioni, 2020, ISBN 978-88-6934-687-3.
- Alfredo Baldi e Lino Banfi, Le molte vite di Lino Banfi, Roma, Edizioni Sabinae, 2021, ISBN 979-12-80023-19-3.
- Massimiliano Bianconcini, Dalla parte di Lino... vieni avanti cretino! Evoluzione della specie Banfiota, Milano, Santelli editore 2024.

## Riconoscimenti

Lino Banfi con Franco Franchi nel 1977

- 1991 – Premio Medaglie D'Oro Una vita per il cinema
- 1996 – Premio François Truffaut consegnato dal Giffoni Film Festival
- 2000 – Grolla d'oro alla Carriera
- 2003 – Telegatto alla Carriera
- 2003 – Premio Barocco
- 2008 – Roma Fiction Fest - Premio alla Carriera
- 2009 – Premio Monte-Carlo Film Festival de la Comédie alla carriera
- 2010 – Premio Vittorio De Sica
- 2010 – Premio Faraglioni (Capri)
- 2011 – Gli è stato assegnato il Gay Village Award per la fiction Il padre delle spose[32][33]
- 2011 – Il 5 novembre in occasione della riapertura del Teatro Lembo riceve la cittadinanza onoraria di Canosa di Puglia
- 2012 – Premio Lupa capitolina, Banfi diventa cittadino Romano
- 2013 – Il 2 giugno, riceve la cittadinanza onoraria e la chiave della città di Andria
- 2014 – L'Associazione Italiana Allenatori Calcio lo nomina allenatore ad honorem ad Amalfi, nel corso di Football Leader[34]
- 2014 – Premio nazionale Alberto Sordi
- 2015 – Premio "Arancia d'oro" Festival nazionale dell'umorismo "Cabaretamoremio" Grottammare
- 2016 – Super Ciak d'oro – Personaggio dell'anno
- 2018 – Il 26 maggio, riceve la cittadinanza onoraria della città di Alberobello
- 2020 – Premio Internazionale "G. Falcone - P. Borsellino" - Sezione Impegno sociale
- 2022 - Ambasciatore del Fischietto in terracotta di Rutigliano (Ba)
- 2024 – Il 14 luglio, l'amministrazione comunale di Canosa di Puglia gli dedica il foyer del Teatro Lembo, in occasione del compleanno dell'attore, presente alla cerimonia
- 2024 - Premio Vincenzo Crocitti International "Alla Carriera"

## Doppiatori italiani
- Franco Latini in 002 Operazione Luna
- Ferruccio Amendola in A suon di lupara